# Rodovia Anchieta
La Autopista Anchieta (en portugués Rodovia Anchieta, oficialmente SP-150) conecta la capital paulista, São Paulo, con la Baixada Santista donde se encuentra el puerto de Santos, pasando por el ABC Paulista. Es una de las vías de mayor circulación de vehículos, personas y mercaderías de todo Brasil, junto con la Rodovia dos Imigrantes. Es parte del sistema BR-050, que conecta Brasilia con Santos, y es el mayor corredor de exportaciones de América Latina. Tiene una extensión de 72 km.
La Rodovia Anchieta forma parte de un complejo de arterias denominado Sistema Anchieta-Imigrantes, de las cuales también forman parte las siguientes carreteras: Imigrantes, Padre Manoel da Nóbrega y Cônego Domênico Rangoni.

Sistema de carreteras en Brasil, con autovías resaltado en rojo.

## Historia
Durante el período del Estado Novo, en el gobierno del entonces presidente Getúlio Vargas, el proyecto de construcción -de costos altísimos- llevó al gobierno a considerar innecesaria la obra. Inaugurada en 1947, la rodovia fue considerada una obra prima de la ingeniería brasileña de la época, dada la arrojada transposición de la Serra do Mar por medio de funiculares. En 1969, una decisión del gobierno del Estado de São Paulo concedío a Dersa, una empresa estatal, el derecho de explotar el uso de la autopista. En 1972 fueron instalados los primeros peajes, en el trecho de São Bernardo do Campo. El 29 de mayo de 1998 fue privatizada por el entonces gobernador Mário Covas junto con la Rodovia dos Imigrantes a través de una licitación en la que la empresa Ecovias, formada por un consorcio de empresas privadas, recibió la concesión por un período de 20 años para la operación y mantenimiento de todo el Sistema Anchieta-Imigrantes.
Según datos de Dersa, de 1972 a 1998, casi 105 millones de vehículos pasaron por los peajes. La Curva da Onça, situada en el km 43 del trecho descendente de la Via Anchieta es la parte más peligrosa del Sistema Anchieta - Imigrantes (SAI), con altos índices de accidentes.

## Recorrido
El trayecto de la carretera atraviesa los siguientes municipios, todos dentro del estado de São Paulo.
| Km | Municipio             | Región           |
| 0  | São Paulo             | Gran São Paulo   |
| 18 | São Bernardo do Campo | Gran São Paulo   |
| 54 | Cubatão               | Baixada Santista |
| 71 | Santos                | Baixada Santista |

## Peajes
La carretera Anchieta tiene peajes desde 1998. Como las demás carreteras concesionadas, el valor del peaje sufrió fuertes aumentos, inclusive superando el valor de la inflación, considerados excesivos por la mayor parte de los usuarios.
Actualmente, el peaje de la Rodovia Anchieta es el más caro de todo el estado de São Paulo, con un valor R$ 21,20, válido para el viaje de ida y vuelta en automóvil.

## Operación Tren
En los períodos de grandes tramos de niebla y baja visibilidad, vehículos de Ecovias y de la Policía Rodoviária Estatal toman la delantera de los vehículos en todas las pistas y los hacen seguir el camino a baja velocidad, minimizando así los riesgos de accidentes.

### Localización de los peajes
| Peaje | km | Sentido | Localidad                             | Geocoordenadas                                         |
| ----- | -- | ------- | ------------------------------------- | ------------------------------------------------------ |
| 1     | 31 | Sur     | Riacho Grande (São Bernardo do Campo) | 23°47′21.78″S 46°31′10.41″O / -23.7893833, -46.5195583 |